# The Scream Team
The Scream Team (titulada El equipo del grito en Hispanoamérica) es una Película Original de Disney Channel transmitida por primera vez en EE. UU. el 4 de octubre de 2002, por Disney Channel. Fue dirigida por Stuart Gillard y protagonizada por Mark Rendall, Kat Dennings, Eric Idle, Tommy Davidson y Kathy Najimy.

## Reparto
- Mark Rendall - Ian Carlyle
- Kat Dennings - Claire Carlyle
- Robert Bockstael - Richard Carlyle
- Eric Idle - Coffin Ed
- Tommy Davidson - Jumper
- Kathy Najimy - Mariah
- Kim Coates - Zachariah Kull
- Gary Reineke - Abuelo Frank Carlyle
- Nigel Bennett - Warner
- Edie Inksetter - Face
- Zoie Palmer - Rebecca Kull

- Datos: Q2481055